# Unicheck
Unicheck (попередня назва  — Unplag.com)  — платний онлайн-сервіс пошуку плагіату, який перевіряє текстові документи на наявність запозичених частин тексту з відкритих джерел в Інтернеті чи внутрішньої бази документів користувача. Сервіс підтримує DOC, docx, rtf, txt, odt, HTML, zip та PDF формати. У 2015 Unicheck був названий Hot New Platform журналом Business.com.

## Використання
Сервіс пошуку плагіату Unicheck може застосовуватися як для індивідуального використання — студентами, журналістами, письменниками, публіцистами, вчителями — так і для корпоративного використання в школах, коледжах, Вищих навчальних закладах.
Індивідуальне використання
Для використання сервісу потрібно пройти процес реєстрації. Сервіс працює онлайн і доступний українською, англійською, німецький, іспанською, турецькою, французькою та іншими мовами. У січні 2018 р. компанія випустила додаток для Google Docs.
Корпоративне використання
Unicheck також має корпоративний пакет для вищих навчальних закладів, коледжів та шкіл. Корпоративні користувачі можуть використовувати сервіс пошуку плагіату в онлайн-режимі або інтегрувати Unicheck в системи управління навчанням — Moodle, Canvas, Blackboard, Sakai, Schoology, Google Classroom⁣ — через плагін або API.

## Історія
Unicheck був запущений для викладачів та студентів IT-компанією Phase One Karma у 2014 році. На український ринок сервіс вийшов наприкінці 2015 року. Створюючи Unicheck, команда Phase One Karma мала на меті підвищення якості освіти шляхом інтеграції принципів академічної доброчесності в університетську культуру та покращення академічної мотивації студентів та викладачів. Сайт почав роботу як онлайн-сервіс пошуку плагіату, в основі якого складний алгоритм аналізу тексту, розроблений лінгвістами, викладачами та ІТ-спеціалістами. Система розкладає текст на окремі фрази та шукає збіг у режимі реального часу через Інтернет чи в документах з бібліотеки користувача, при цьому програма розпізнає підміну символів в тексті (спосіб обману систем пошуку плагіату  — заміна символів схожими символами з іншого алфавіту). Також Unicheck визначає цитати та виноски, автоматично виключаючи їх зі звіту.
У 2015 році сервіс став хмарним, в той самий час залишаючи навчальним закладам можливість інтегрувати продукт в програмне забезпечення на локальному рівні в  системи управління навчанням освітнього закладу (LMS).
Наразі Unicheck співпрацює з Національним університетом «Львівська політехніка», НУБіПом, Київським національним університетом імені Тараса Шевченка, Чернівецьким національним університетом імені Юрія Федьковича, КПІ ім. Ігоря Сікорського, Київським університетом ім. Бориса Грінченка, Сумським державним університетом, Харківським національним університетом радіоелектроніки, Східноукраїнським національним університетом ім. Володимира Даля, Луцьким національний технічний університет, Національним університетом біоресурсів і природокористування України, Національним університетом «Острозька академія», Подільським державним аграрно-технічним університетом, Львівським державним університетом безпеки життєдіяльності, Ізмаїльським державним гуманітарним університетом, Донецьким національним університетом ім. Василя Стуса та Донецьким національним університетом економіки і торгівлі ім. Михайла Туган-Барановського, Національної академії статистики обліку та аудиту.
У 2016 році сервіс пошуку плагіату Unicheck, Східноукраїнський Фонд Соціальних Досліджень, Харківський Національний Університет ім. Каразіна та SCS Journal провели опитування серед студентів та зробили інфографіку, яка ілюструє проблему плагіату в академічній сфері в Україні.
На початок 2019 року загальнодоступна частина сайту з розділів Куки, Політика конфіденційності, Умови використання «відображались» лише англійською мовою. Власником сервісу на лютий 2019 року була UKU Group ltd., що була зареєстрована на Кіпрі. ТОВ «Антиплагіат» з яким співпрацює МОНУ щодо сервісу, не фігурувало в офіційних публічних даних Unicheck (2019 рік).
У 2020 році, Unicheck, придбала американська компанія конкурент Turnitin. Unicheck буде і надалі працювати як окремий сервіс з пошуку плагіату для закладів освіти по всьому світу. Unicheck і Turnitin мають спільну мету — безперервне вдосконалення та інновації продуктів для 38 мільйонів студентів у 16 тисячах закладів освіти.

## Функціонал
Робота сервісу не потребує встановлення додаткового програмного забезпечення або спеціального обладнання, необхідно мати лише комп'ютер, браузер і доступ до інтернету. Система здатна на автоматичне визначення заміни символів і літер в тексті, а також на зворотню автоматичну підстановку в текст правильних символів і пошук на плагіат модифікованої версії. Сторінка тексту перевіряється за 2-4 секунди. В результаті перевірки система видає звіт, який містить різноколірні маркери в тексті, якими виділяється плагіат, посилання та цитати. Також у звіті можливо переглянути джерела плагіату та виключити цитати й джерела з невеликою кількістю текстових збігів з результатів пошуку. Перевірка здійснюється online через Інтернет або offline серед файлів, які завантажені у бібліотеку.

## Соціальні проєкти
У липні 2017 командою Unicheck було ініційовано соціальний проєкт, завдяки якому редакції наукових університетських видань мають змогу безплатно використовувати сервіс для перевірки робіт на ознаки плагіату.  Одним із перших цією нагодою скористався Харківський національний університет міського господарства імені О. М. Бекетова для свого журналу «Світлотехніка та електроенергетика» та науково-технічного збірника «Комунальне господарство міст», а Приазовський державний технічний університет міг перевірити на плагіат всі свої збірники наукових праць. Також до обов'язкової перевірки академічних публікацій на виявлення подібності приєднався Київський національний університет культури й мистецтв.
Наразі даний проєкт підтримує десятки ЗВО, зокрема Івано-Франківський національний технічний університет нафти й газу, Донбаську національну академію будівництва і архітектури, Національний університет водного господарства та природокористування (м. Рівне), Приазовський державний технічний університет, Білоцерківський національний аграрний університет, Вінницький національний технічний університет, Черкаський державний технологічний університет.
4 квітня 2018 року Міністерство освіти і науки України підписало меморандум з ТОВ «АНТИПЛАГІАТ», згідно з яким  найближчі 7 років українські ЗВО отримають безплатний доступ до перевірки наукових робіт на плагіат. Також пропонований сервіс автоматично визначатиме цитування художньої та наукової літератури, законів та методичних фраз, які не є плагіатом.
Документ передбачає вільний доступ до сервісу Unicheck, де аспіранти та докторанти зможуть перевірити дисертацію перед поданням до спеціалізованих вчених рад.
Заклади вищої освіти самостійно розв'язувати питання щодо використання сервісу. Зі свого боку Міносвіти сприятиме співпраці університетів та компанії «Антиплагіат». На основі цього меморандуму кожен заклад вищої освіти може укласти договір про співпрацю з компанією та користуватися перевагами сервісу.